# Posti
Posti – wieś w Estonii, w prowincji Võru, w gminie Haanja.